# Алакарга
38°57′32″ пн. ш. 66°45′15″ сх. д. / 38.95889° пн. ш. 66.75417° сх. д.
Алакарга (узб. Alaqargʻa, Алақарға) — міське селище в Узбекистані, в Яккабазькому районі Кашкадар'їнської області.
Статус міського селища з 2009 року.